# Сайма (Верхнеуфалейский городской округ)
Сайма — хутор в Верхнеуфалейском городском округе Челябинской области России.

## География
Хутор находится на берегу озера Иткуль, на расстоянии примерно 18 км к северо-востоку от города Верхний Уфалей, административного центра округа. Абсолютнаа высота — 287 м над уровнем моря.

## Население
| 2002 | 2010 |
| ---- | ---- |
| 0    | ↗10  |

### Половой состав
По данным Всероссийской переписи, в 2010 году численность населения хутора составляла 10 человек (5 мужчин и 5 женщин).

## Улицы
Уличная сеть хутора состоит из одной улицы (ул. Озёрная).